# 일본 무술

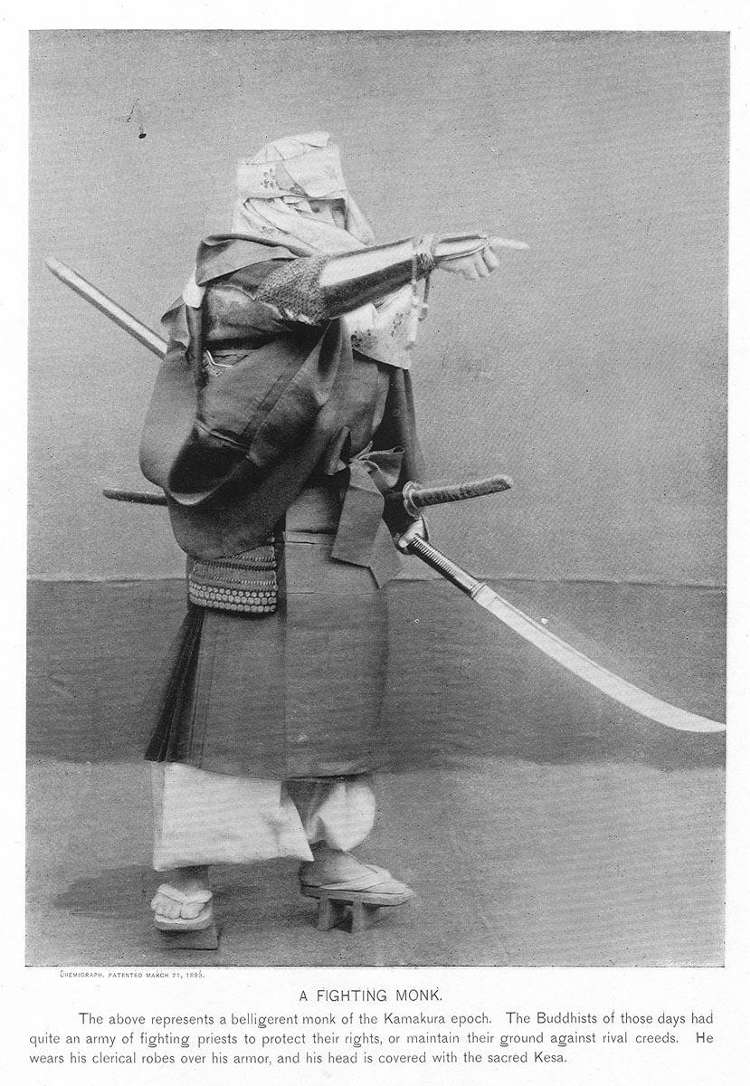
나기나타(薙刀)와 타치(太刀)로 무장한 완전한 복장과 장비 차림의 '소헤이'의 19세기 후반 사진

일본의 무술은 일본 고유의 다양한 무술들을 말한다.

## 같이 보기
- 오키나와 무술